# Robert Mildenberger
Robert Fritz Mildenberger (* 4. August 1950 in Königsberg in Bayern) ist ein ehemaliger deutscher Leichtathlet, der sich auf das Gehen spezialisiert hatte.

## Sportliche Karriere
Mildenberger trat 1983 für die LG Hassberge an, ansonsten startete er für den LAC Quelle in Fürth. Er war von Beruf Bäckermeister.
Von 1980 bis 1992 belegte er bei Deutschen Meisterschaften fast jedes Jahr Plätze unter den besten acht Teilnehmern. Im 50-km-Gehen erreichte er von 1985 bis 1989 zweimal den zweiten Platz und dreimal den dritten Platz in der Einzelwertung. In der Mannschaftswertung siegte er 1980 erstmals mit der Mannschaft des LAC Quelle zusammen mit Hans Binder und Alfons Schwarz. Von 1984 bis 1988 gehörten Schwarz und Mildenberger fünfmal zur siegreichen Mannschaft, viermal mit Horst-Joachim Matern und einmal mit Wolfgang Wiedemann. 1991 gewann Mildenberger seinen letzten Mannschaftstitel mit Schwarz und Manfred Kreutz. Im 20-km-Gehen siegte Mildenberger mit der Mannschaft 1981 mit Alfons Schwarz und Michael Holder. 1984 gewannen Schwarz, Matern und Mildenberger, 1985 Schwarz, Wiedemann und Mildenberger und 1986 Wiedemann, Mildenberger und Siegmar Neuner. Neuner, Matern und Mildenberger holten den Titel 1987 und 1988 Wiedemann, Mildenberger und Schwarz.
Von 1983 bis 1990 trat Mildenberger bei 14 Länderkämpfen im Nationaltrikot an.

## Bestleistungen
- 20-km-Gehen: 1:27:46 Stunden am 7. September 1985 in Delle
- 50-km-Gehen: 3:59:09 Stunden am 16. April 1989 in Krozingen